# Kevin Sullivan (atleta)
Kevin Roy Sullivan (Brantford, 24 marzo 1974) è un mezzofondista canadese.
È l'ex detentore del record canadese dei 3000 m indoor, 7:40.17, stabilito il 9 febbraio 2007. 
Ha partecipato ai Giochi di Sydney 2000, di Atene 2004 e di Pechino 2008, gareggiando nei 1500m, ottenendo la sua migliore prestazione a Sydney, dove ottenne un quinto posto. Ai Giochi del 2008, raggiunse le semifinali dei 1500 metri ma non riuscì a qualificarsi per la finale. 
Sullivan è stato nominato uno dei più grandi maratoneti canadesi di tutti i tempi, per quanto riguarda i suoi piazzamenti nelle competizioni internazionali, avendo gareggiato in 3 Giochi Olimpici, 22 Campionati del mondo e detiene ancora 4 record di atletica leggera, di cui 3 all'aperto e 1 al coperto. Anche in conseguenza di ciò, è stato tedoforo delle Olimpiadi invernali del 2010, portando la torcia a Brantford.

## Palmarès
| Anno | Manifestazione          | Sede     | Evento       | Risultato  | Prestazione | Note |
| ---- | ----------------------- | -------- | ------------ | ---------- | ----------- | ---- |
| 1992 | Mondiali juniores       | Seul     | 1500 m piani | Bronzo     | 3'39"11     |      |
| 1992 | Giochi del Commonwealth | Victoria | 1500 m piani | Argento    | 3'36"78     |      |
| 1995 | Mondiali                | Goteborg | 1500 m piani | 5º         | 3'36"73     |      |
| 2000 | Giochi olimpici         | Sydney   | 1500 m piani | 5º         | 3'35"50     |      |
| 2004 | Giochi olimpici         | Atene    | 1500 m piani | Semifinale | 3'42"86     |      |
| 2008 | Giochi olimpici         | Pechino  | 1500 m piani | Semifinale | 3'40"30     |      |